# Nouvelle-Zélande aux Jeux olympiques d'hiver de 2018
La Nouvelle-Zélande participe aux Jeux olympiques d'hiver de 2018 à Pyeongchang en Corée du Sud du 9 au 25 février 2018. Il s'agit de sa seizième participation à des Jeux d'hiver.

## Délégation
Le NZOC sélectionne une délégation de 21 athlètes, 17 hommes et 4 femmes, qui participent à 5 des 15 sports présents aux Jeux. La Nouvelle-Zélande est présente uniquement dans les épreuves de patinage de vitesse, de skeleton, de ski acrobatique, de ski alpin et de snowboard.
Le tableau suivant montre le nombre d'athlètes néo-zélandais dans chaque discipline :
| Sport               | Hommes | Femmes | Total |
| ------------------- | ------ | ------ | ----- |
| Patinage de vitesse | 3      | 0      | 3     |
| Skeleton            | 1      | 0      | 1     |
| Ski acrobatique     | 7      | 2      | 9     |
| Ski alpin           | 2      | 1      | 3     |
| Snowboard           | 4      | 1      | 5     |
| Total               | 17     | 4      | 21    |

## Sports

### Ski acrobatique
| Athlète         | Épreuve    | Qualification | Qualification | Qualification | Finale   | Finale   | Finale |
| Athlète         | Épreuve    | Course 1      | Course 2      | Rang          | Course 1 | Course 2 | Rang   |
| --------------- | ---------- | ------------- | ------------- | ------------- | -------- | -------- | ------ |
| Jamie Prebble   | Cross      |               |               |               |          |          |        |
| Miguel Porteous | Half-pipe  |               |               |               |          |          |        |
| Nico Porteous   | Half-pipe  |               |               |               |          |          |        |
| Byron Wells     | Half-pipe  |               |               |               |          |          |        |
| Finn Bilous     | Slopestyle |               |               |               |          |          |        |

| Athlète      | Épreuve   | Qualification | Qualification | Qualification | Finale   | Finale   | Finale |
| Athlète      | Épreuve   | Course 1      | Course 2      | Rang          | Course 1 | Course 2 | Rang   |
| ------------ | --------- | ------------- | ------------- | ------------- | -------- | -------- | ------ |
| Janina Kuzma | Half-pipe |               |               |               |          |          |        |

### Snowboard
| Athlète              | Épreuve    | Qualification | Qualification | Qualification | Demi-finale | Demi-finale | Demi-finale | Finale   | Finale   | Finale |
| Athlète              | Épreuve    | Course 1      | Course 2      | Rang          | Course 1    | Course 2    | Rang        | Course 1 | Course 2 | Rang   |
| -------------------- | ---------- | ------------- | ------------- | ------------- | ----------- | ----------- | ----------- | -------- | -------- | ------ |
| Tiarn Collins        | Big air    |               |               |               |             |             |             |          |          |        |
| Tiarn Collins        | Slopestyle |               |               |               |             |             |             |          |          |        |
| Carlos Garcia Knight | Big air    |               |               |               |             |             |             |          |          |        |
| Carlos Garcia Knight | Slopestyle |               |               |               |             |             |             |          |          |        |
| Rakai Tait           | Half-pipe  |               |               |               |             |             |             |          |          |        |

| Athlète              | Épreuve    | Qualification | Qualification | Qualification | Demi-finale | Demi-finale | Demi-finale | Finale   | Finale   | Finale |
| Athlète              | Épreuve    | Course 1      | Course 2      | Rang          | Course 1    | Course 2    | Rang        | Course 1 | Course 2 | Rang   |
| -------------------- | ---------- | ------------- | ------------- | ------------- | ----------- | ----------- | ----------- | -------- | -------- | ------ |
| Zoi Sadowski-Synnott | Big air    |               |               |               |             |             |             |          |          |        |
| Zoi Sadowski-Synnott | Slopestyle |               |               |               |             |             |             |          |          |        |